# Svarttjärnen (Arbrå socken, Hälsingland, vid Degelberget)
Svarttjärnen är en sjö i Bollnäs kommun i Hälsingland och ingår i Ljusnans huvudavrinningsområde.